# بی‌آرپی آنگ پانگولو (ای‌تی-۲۵)
بی‌آرپی آنگ پانگولو (ای‌تی-۲۵) (به انگلیسی: BRP Ang Pangulo (AT-25)) یک کشتی است که طول آن ۲۵۴ فوت (۷۷ متر) می‌باشد. این کشتی در سال ۱۹۵۸ ساخته شد.